# Józsefvárosi SC
Józsefvárosi SC – węgierski klub piłkarski z siedzibą w Budapeszcie. działający w latach 1906–1925.

## Historia

### Chronologia nazw
- 1906: Józsefvárosi Sport Club (SC)
- 1907–1913: klub nie funkcjonował
- 1913: Erzsébetvárosi Torna Club (TC)
- 1917: Józsefvárosi SC
- 1920: VIII. kerületi Sport Club
- 1921: włączenie klubu do Terézvárosi TC
- 1923: odłączenie od TTC i powrót do nazwy Józsefvárosi SC

## Osiągnięcia
- W lidze (1 sezon na 109) : 1914